# Іствікські відьми
Іствікські відьми (англ. The Witches of Eastwick) — американська комедія жахів 1987 року, знята режисером Джорджем Міллером на кіностудії «Warner Bros.».

## Сюжет
У спокійному провінційному містечку Іствік живуть три вільні і незалежні жінки — Александра, Джейн та Луїза. Вони мріють про ідеального супутника життя. Незабаром він з'являється в особі ексцентричного мільярдера Деріла Ван Горна. Насправді це диявол, який спокушає трьох самотніх жінок. Минає трохи часу й новоявлені відьми за допомогою чорної магії позбуваються свого завзятого коханця.

## У ролях
| Актор             | Роль               |
| ----------------- | ------------------ |
| Джек Ніколсон     | Деріл Ван Горн     |
| Мішель Пфайффер   | Сьюкі Ріджмонд     |
| Шер               | Александра Медфорд |
| Сьюзен Серендон   | Джейн Споффорд     |
| Вероніка Картрайт | Феліція Олден      |
| Річард Дженкінс   | Клайд Олден        |
| Кіт Джокім        | Волтер Нефф        |
| Карел Стрюкен     | Фідель             |
| Гелен Ллойд Брід  | місіс Біддл        |
| Керолін Струзік   | Керол Медфорд      |

## Знімальна група
- Режисер — Джордж Міллер
- Сценарист — Майкл Крістофер
- Оператор — Вілмош Жигмонд
- Композитор — Джон Вільямс
- Продюсери — Ніл Кентон, Роб Коен, Пітер Губер, Дон Девлін, Йон Пітерс
- Художники — Поллі Платт, Марк В. Менсбрідж, Еджі Джерард Роджерс, Джо Д. Мітчелл
- Монтаж — Г'юберт де Ла Буїллер'є, Річард Френсіс-Брюс